# Liste der Baudenkmäler in Rettenbach (Landkreis Günzburg)
Auf dieser Seite sind die Baudenkmäler in der schwäbischen Gemeinde Rettenbach zusammengestellt. Diese Tabelle ist eine Teilliste der Liste der Baudenkmäler in Bayern. Grundlage ist die Bayerische Denkmalliste, die auf Basis des Bayerischen Denkmalschutzgesetzes vom 1. Oktober 1973 erstmals erstellt wurde und seither durch das Bayerische Landesamt für Denkmalpflege geführt wird. Die folgenden Angaben ersetzen nicht die rechtsverbindliche Auskunft der Denkmalschutzbehörde.

## Baudenkmäler nach Ortsteilen

### Rettenbach
| Lage                             | Objekt                                                                                         | Beschreibung | Akten-Nr.     | Bild                                    |
| -------------------------------- | ---------------------------------------------------------------------------------------------- | --- | ------------- | --------------------------------------- |
| Hauptstraße (bei Nr. 2) ()       | Sühnekreuz                                                                                     | Tuffstein, spätmittelalterlich | D-7-74-174-9  |                                         |
| St.-Leonhard-Straße 9 (Standort) | Kapelle St. Leonhard (Friedhofskapelle)                                                        | 13./14. Jahrhundert, erneuert im 18. Jahrhundert; mit Ausstattung | D-7-74-174-3  | Kapelle St. Leonhard (Friedhofskapelle) |
| St.-Ulrich-Straße 2 (Standort)   | Ehemaliges Benefiziatenhaus                                                                    | Walmdachbau, spätes 18. Jahrhundert | D-7-74-174-17 | BW                                      |
| St.-Ulrich-Straße 4 (Standort)   | Katholische Pfarrkirche St. Ulrich                                                             | Im Kern 14.–16. Jahrhundert; 1933 verlängert; mit Ausstattung Ummauerter Friedhof Ehemalige Seelenkapelle, jetzt St. Maria, wohl 15. Jahrhundert Ölbergkapelle, 17./18. Jahrhundert Kreuzkapelle, 2. Hälfte 19. Jahrhundert | D-7-74-174-4  | weitere Bilder                          |
| St.-Ulrich-Straße 9 (Standort)   | Pfarrhaus                                                                                      | Giebelbau, 18. Jahrhundert | D-7-74-174-5  | BW                                      |
| St.-Ulrich-Straße 15 (Standort)  | Hausfigur                                                                                      | Hl. Anna mit Marienkind, 2. Hälfte 17. Jahrhundert | D-7-74-174-6  | BW                                      |
| Von-Riedheim-Straße 5 (Standort) | Sogenanntes Vogthaus, ehemaliges Amtshaus der von Riedheimschen Grundherrschaft, jetzt Rathaus | Giebelbau, bezeichnet mit „1699“; Vor der Ostseite Rundtürmchen und Rest der Umfassungsmauer, 16./17. Jahrhundert | D-7-74-174-7  | BW                                      |

### Harthausen
| Lage                                  | Objekt                              | Beschreibung | Akten-Nr.     | Bild           |
| ------------------------------------- | ----------------------------------- | --- | ------------- | -------------- |
| St.-Alexander-Straße (Standort)       | Sommerkeller und Brauhaus           | mit Mansarddach, 1803 | D-7-74-174-10 | weitere Bilder |
| St.-Alexander-Straße 13 (Standort)    | Katholische Kapelle St. Alexander   | 1713, auf älterer Grundlage; mit Ausstattung | D-7-74-174-11 | weitere Bilder |
| Schloßstraße 12 (Standort)            | Schloss der Freiherren von Riedheim | Dreigeschossige Anlage mit zwei Seitenflügeln, Eckerkern, Schweifgiebeln, im Kern 16. Jahrhundert, Mittelteil umgebaut von Franz Xaver Kleinhans 1763 | D-7-74-174-12 | weitere Bilder |
| Schloßstraße 14 (Standort)            | Brauhaus                            | Walmdachbau, um 1760 von Joseph Dossenberger | D-7-74-174-13 | BW             |
| an der Straße nach Limbach (Standort) | Kapelle                             | Wohl Anfang 19. Jahrhundert | D-7-74-174-14 | BW             |

### Remshart
| Lage                    | Objekt                                      | Beschreibung                                                                       | Akten-Nr.     | Bild           |
| ----------------------- | ------------------------------------------- | ---------------------------------------------------------------------------------- | ------------- | -------------- |
| Haldenweg 1 (Standort)  | Ehemaliges Pfarrhaus                        | Walmdachbau, 1783/84 von Joseph Dossenberger                                       | D-7-74-174-16 | weitere Bilder |
| Kirchplatz 1 (Standort) | Katholische Pfarrkuratiekirche St. Leonhard | Chor 14. Jahrhundert, Langhaus und Westturm Mitte 18. Jahrhundert; mit Ausstattung | D-7-74-174-15 | weitere Bilder |

## Abgegangene Baudenkmäler
In diesem Abschnitt sind Objekte aufgeführt, die früher einmal in der Denkmalliste eingetragen waren, jetzt aber nicht mehr existieren, z. B. weil sie abgebrochen wurden. Aktennummern in diesem Abschnitt sind ehemalige, jetzt nicht mehr gültige Aktennummern.

| Lage                                        | Objekt     | Beschreibung                                   | Akten-Nr.    | Bild |
| ------------------------------------------- | ---------- | ---------------------------------------------- | ------------ | ---- |
| Rettenbach Hauptstraße 18 ()                | Bauernhaus | Mit Giebelprofil, 18. Jahrhundert              | D-7-74-174-1 |      |
| Rettenbach Von-Riedheim-Straße 9 (Standort) | Bauernhaus | Giebelseitig mit Putzprofilen, 18. Jahrhundert | D-7-74-174-8 | BW   |